# Carola's parotia
Carola's parotia (Parotia carolae) is een van de meest kleurrijke soorten uit het geslacht Parotia van de paradijsvogels. Het is een endemische vogelsoort uit Nieuw-Guinea. De vogels is genoemd naar de vrouw van koning Albert I van Saksen, koningin Carola van Wasa.

## Kenmerken
Carola's parotia is een middelgrote (26 cm lang) zwarte paradijsvogel, met opvallend witte sierveren aan de flanken, zes lepelvormige sierveren aan de kop en ook iriserende goudkleurige sierveren op de borst. Op de kop, boven het oog (met witte oogring) een zwarte band en daarboven weer wit. Het vrouwtje is veel doffer en heeft geen opvallende sierveren. Zij is vuilwit, met donkere bandering, van onder en bruin van boven. De iris van beide seksen is wit.
Berlepsch' parotia werd beschouwd als een ondersoort van Carola's parotia, maar hij verschilt daarvan door een meer bronsgroenkleurig verenkleed, verder heeft Berlepsch' parotia geen oogring.

## Verspreiding en leefgebied
De biotoop van deze paradijsvogel wordt gevormd door de regenwouden van het centrale bergland van Nieuw-Guinea.
De soort telt vier ondersoorten:
- P. c. carolae: zuidwestelijk Nieuw-Guinea.
- P. c. chalcothorax: noordelijke hellingen van westelijk-centraal Nieuw-Guinea.
- P. c. meeki: van het Maokegebergte tot het Victor Emanuelgebied (centraal Nieuw-Guinea).
- P. c. chrysenia: centraal en oostelijk-centraal Nieuw-Guinea.

## Status
Plaatselijk is de vogel vrij algemeen en daarom is het geen bedreigde diersoort.